# Nannophya australis
Nannophya australis – gatunek ważki z rodziny ważkowatych (Libellulidae).